# 1923–1924-es NHL-szezon
Az 1923–1924-es NHL-szezon a hetedik National Hockey League szezon volt. Négy csapat egyenként 24 mérkőzést játszott. A Montréal Canadiens legyőzte a Ottawa Senatorst a ligabajnokságért, majd a Pacific Coast Hockey Associationban játszó Vancouver Maroonst és a Western Canada Hockey Leagueben Calgary Tigerst a Stanley-kupáért.
Ebben a szezonban lépett jégre először az NHL első igazi sztárja, Howie Morenz.
Egy bizarr ok miatt egy Ottawa-Montreal meccset a szezon vége felé elhalasztották. Az ottawaiak vonata Montrealban beragadt a hóba az ontariói Hawkesbury város közelében. Egész éjjel ott ragadt a csapat, és Cy Denneny elment ennivalót keresni. Eközben valahogy beleesett egy kútba, de nem sérült meg. Másnap lejátszották a mérkőzést, amit a Canadiens 3:0-ra nyert George Vézina shutoutja segítségével.

## Tabella
Megjegyzés: a vastagon szedett csapatok bejutottak a rájátszásba
| National Hockey League | MSz | Gy | V  | D | P  | SzG | KG |
| ---------------------- | --- | -- | -- | - | -- | --- | -- |
| Ottawa Senators        | 24  | 16 | 8  | 0 | 32 | 74  | 54 |
| Montréal Canadiens     | 24  | 13 | 11 | 0 | 26 | 59  | 48 |
| Toronto St. Patricks   | 24  | 10 | 14 | 0 | 20 | 59  | 85 |
| Hamilton Tigers        | 24  | 9  | 15 | 0 | 18 | 63  | 68 |

## Kanadai táblázat
| Játékos        | Csapat               | MSz | G  | A | P  |
| -------------- | -------------------- | --- | -- | - | -- |
| Cy Denneny     | Ottawa Senators      | 21  | 22 | 2 | 24 |
| Billy Boucher  | Montréal Canadiens   | 23  | 16 | 6 | 22 |
| Aurel Joliat   | Montréal Canadiens   | 24  | 15 | 5 | 20 |
| Babe Dye       | Toronto St. Patricks | 19  | 17 | 2 | 19 |
| George Boucher | Ottawa Senators      | 21  | 14 | 5 | 19 |
| Billy Burch    | Hamilton Tigers      | 24  | 16 | 2 | 18 |
| Jack Adams     | Toronto St. Patricks | 22  | 13 | 3 | 16 |
| Howie Morenz   | Montréal Canadiens   | 24  | 13 | 3 | 16 |
| King Clancy    | Ottawa Senators      | 24  | 8  | 8 | 16 |
| Reg Noble      | Toronto St. Patricks | 23  | 12 | 3 | 15 |

## Kapusok statisztikái
| Játékos         | Csapat               | MSz | Perc | Gy | V  | D | KG | SO | KGÁ  |
| --------------- | -------------------- | --- | ---- | -- | -- | - | -- | -- | ---- |
| Georges Vézina  | Montreal Canadiens   | 24  | 1459 | 13 | 11 | 0 | 48 | 3  | 1.97 |
| Clint Benedict  | Ottawa Senators      | 22  | 1356 | 15 | 7  | 0 | 45 | 3  | 1.99 |
| Jake Forbes     | Hamilton Tigers      | 24  | 1483 | 9  | 15 | 0 | 68 | 1  | 2.75 |
| John Ross Roach | Toronto St. Patricks | 23  | 1380 | 10 | 13 | 0 | 80 | 1  | 3.48 |
| Sammy Hebert    | Ottawa Senators      | 2   | 120  | 1  | 1  | 0 | 9  | 0  | 4.5  |

## Stanley-kupa rájátszás
Az Ottawa nyerte az alapszakaszt, de az O'Brien-kupáért folytatott két mérkőzéses csatában a Montreal megverte az ottawaiakat. Így a Canadiens játszott a három-ligás Stanley-kupa rájátszásban.
Ez volt az utolsó alkalom, hogy három-ligás rájátszás volt, mert a szezon után a Pacific Coast Hockey Association (PCHA) megszűnt. A következő szezonban a PCHA-ből két csapat, a Vancouver Maroons és a Victoria Cougars, a Western Canada Hockey League-ben játszott.

### NHL bajnokság döntő
Montréal Canadiens vs Ottawa Senators
| Dátum       | Csapat             | Eredmény | Csapat          | Eredmény | Megjegyzés |
| ----------- | ------------------ | -------- | --------------- | -------- | ---------- |
| Március 8.  | Montréal Canadiens | 1        | Ottawa Senators | 0        |            |
| Március 11. | Montréal Canadiens | 4        | Ottawa Senators | 2        |            |

5:2-es összesítésben az Montreal nyerte a sorozatot, evvel megnyerve az O'Brien-kupát.

### Stanley-kupa rájátszás
A Stanley-kupa rájátszást Montrealban rendezték.
A PCHA második helyezettje, a Vancouver Maroons ismét az első helyezett Seattle Metropolitans ellen játszott a ligadöntőben, és ismét meg is nyerték a PCHA bajnokságot. A WCHL-ben pediglen a Calgary Tigers nyerte az alapszakaszt és a bajnokságot is. A Canadiens tulajdonosa, Léo Dandurand, azt akarta, hogy a Maroons és a Tigers játssza az elődöntőt, és ennek győztese játszott volna a Canadiens ellen a Stanley-kupáért, de Frank Patrick, a PCHA elnöke, ebbe nem egyezett bele.

#### Elődöntő
Vancouver Maroons vs. Montréal Canadiens
| Dátum       | Otthon            | Eredmény | Idegenben          | Eredmény | Megjegyzés |
| ----------- | ----------------- | -------- | ------------------ | -------- | ---------- |
| Március 18. | Vancouver Maroons | 2        | Montréal Canadiens | 3        |            |
| Március 20. | Vancouver Maroons | 1        | Montréal Canadiens | 2        |            |

A három mérkőzésből álló párharcot (két győzelemig tartó sorozatot) a Montréal nyerte 2:0-ra.

#### Döntő
Howie Morenz volt a döntő sztárja. Négy gólt lőtt: az első meccsen egy mesterhármast, a másodikon egyet. A második meccset Ottawában játszották, mert túl puha volt a jég Montrealban.
Calgary Tigers vs. Montréal Canadiens
| Dátum       | Otthon            | Eredmény | Idegenben          | Eredmény | Megjegyzés |
| ----------- | ----------------- | -------- | ------------------ | -------- | ---------- |
| Március 22. | Calgary Tigers    | 1        | Montréal Canadiens | 6        |            |
| Március 25. | Vancouver Maroons | 3        | Montréal Canadiens | 3        | Ottawában  |

A három mérkőzésből álló párharcot (két győzelemig tartó sorozatot) a Montréal nyerte 2:0-ra, így ők lettek a Stanley-kupa bajnokok.

### A rájátszás legjobbja
| Játékos      | Csapat             | MSz | G | A | P  |
| ------------ | ------------------ | --- | - | - | -- |
| Howie Morenz | Montréal Canadiens | 6   | 7 | 3 | 10 |

## NHL díjak
Ebben a szezonban vezette be az NHL első személyes díját, a Hart-kupát. Ezt a liga legértékesebbnek választott játékos kapta.
- Hart-emlékkupa - Frank Nighbor, Ottawa Senators
- O'Brien-trófea — Montréal Canadiens
- Prince of Wales-trófea - Montréal Canadiens

A Prince of Wales-trófea még nem létezett 1924-ben; a Canadiens nevét az 1925-26-os szezonban vésték rá.

## Debütálók
- Red Green, Hamilton Tigers
- Shorty Green, Hamilton Tigers
- Howie Morenz, Montréal Canadiens
- Sylvio Mantha, Montréal Canadiens
- Frank Finnigan, Ottawa Senators

## Visszavonulók
- Joe Malone, Montréal Canadiens
- Jack Darragh, Ottawa Senators
- Amos Arbour, Toronto St. Patricks